# Arthur Bartels (Landrat)
Arthur Bartels (* 1856; † 1937) war ein preußischer Verwaltungsjurist und  Landrat.

## Leben
Bartels wirkte als Regierungsassessor 1886 und amtierte als Landrat sowie Regierungsrat seit 1892 im Landratsamt Glatz. Ab 1900 war er Dirigent der Kirchen- und Schulabteilung der Regierung Oppeln. Seit 1904 wirkte Bartels als Oberregierungsrat in Frankfurt an der Oder. Ab 1907 war er Oberpräsidialrat in Stettin. 1918 erhielt Bartel den Rang Geheimer Oberregierungsrat. Von 1919 bis 1921 amtierte Bartels als Oberverwaltungsgerichtsrat.